# فيكو هووفينن

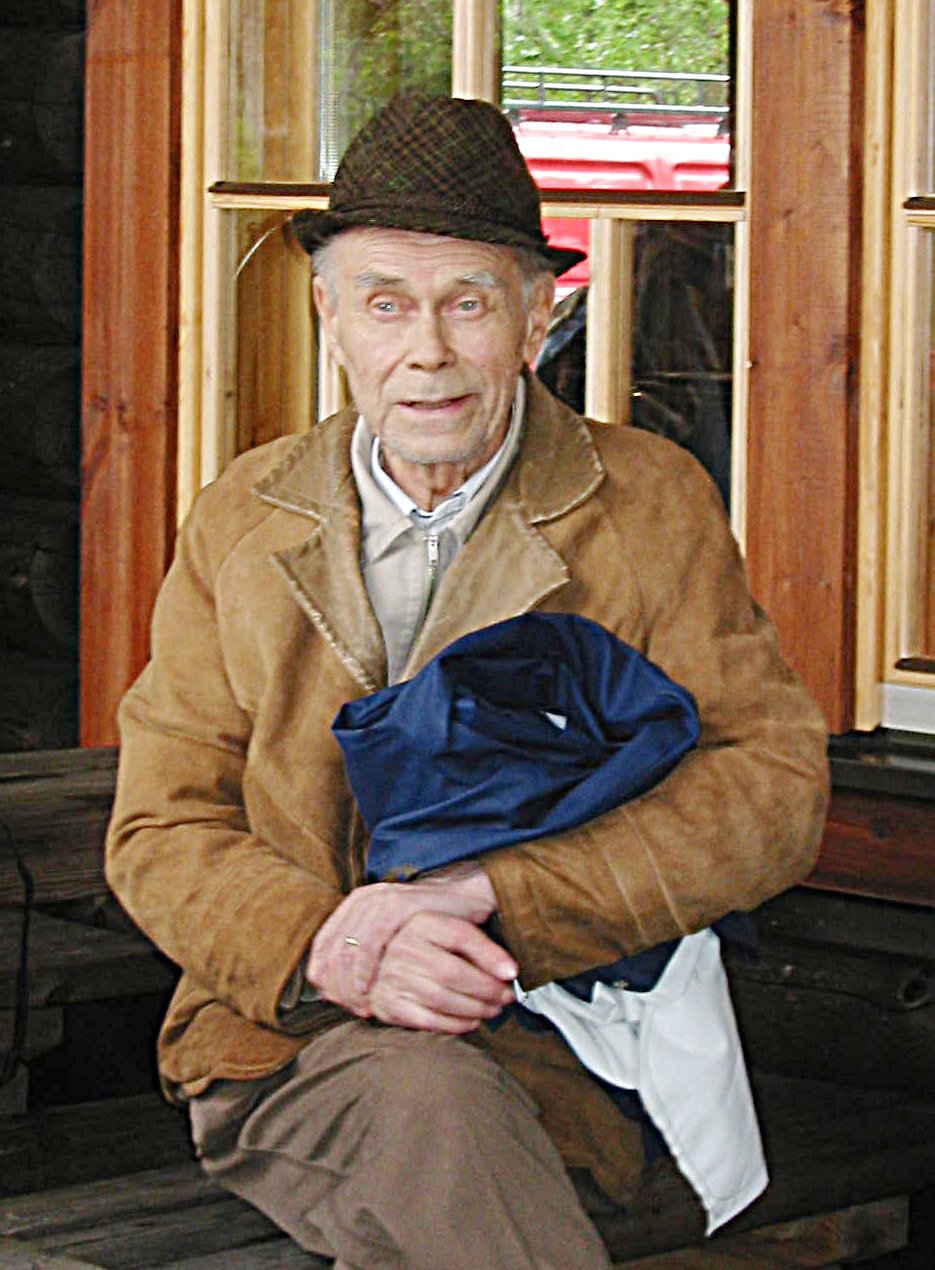
Huovinen in Kuhmo, Finland, in a press event during the photography of the film Havukka-ahon ajattelija.

فيكو هووفينن (Veikko Huovinen؛ سيمو، 7 مايو 1927 - سوتكامو، 4 أكتوبر 2009) روائي فنلندي معروف بواقعيته ، مسالمته و ذكاءه الحاد ، و فكاهته الخاصة. كتب 37 كتاباً.

## روابط خارجية
- فيكو هووفينن على موقع IMDb (الإنجليزية)
- فيكو هووفينن على موقع قاعدة بيانات الفيلم (الإنجليزية)